# Giricahyo
Giricahyo is een bestuurslaag in het regentschap Gunung Kidul van de provincie Jogjakarta, Indonesië. Giricahyo telt 4015 inwoners (volkstelling 2010).